# Tajumulco (San Marcos)
Tajumulco – miasto na południowym zachodzie Gwatemali, w departamencie San Marcos. Według danych szacunkowych z 2012 roku liczba mieszkańców wynosiła 3483 osób. 
Tajumulco leży około 32 km na północny zachód od stolicy departamentu – miasta San Marcos, w górach Sierra Madre de Chiapas, u podnóża wulkanu Tajumulco (około 4 km od wierzchołka), wznoszącego się na wysokość 4220 m n.p.m. Miejscowość leży na wysokości 2070 metrów nad poziomem morza.

## Gmina Tajumulco
Miejscowość jest także siedzibą władz gminy o tej samej nazwie, która jest jedną z dwudziestu dziewięciu gmin w departamencie. W 2012 roku gmina liczyła 56 823 mieszkańców. Gmina jak na warunki Gwatemali jest dosyć duża, a jej powierzchnia obejmuje 300 km². Ludność gminy jest spójna etnicznie, dominują Indianie posługujący się majańskim językiem mam (ponad 80%). Mieszkańcy gminy utrzymują się głównie z rolnictwa i z rzemiosła artystycznego (przeważa produkcja mebli i instrumentów muzycznych).